# Liste der Gouverneure von Qinghai
Dies ist die Liste der Gouverneure der chinesischen Provinz Qinghai.
| Name           | Amtszeit  |
| -------------- | --------- |
| Tian Chengping | 1993–1997 |
| Bai Enpei      | 1997–1999 |
| Zhao Leji      | 1999–2003 |
| Yang Chuantang | 2003–2004 |
| Song Xiuyan    | 2004–2010 |
| Luo Huining    | 2010–2013 |
| Hao Peng       | 2013–2016 |
| Wang Jianjun   | 2016–     |